# 托比·阿穆桑
托比·阿穆桑（Tobi Amusan，1997年4月23日—），尼日利亚女子田径运动员，2018年英联邦运动会女子100米栏金牌得主和女子4×100米接力铜牌得主、2022年世界田径锦标赛女子100米接力金牌得主、2022年英联邦运动会女子100米栏金牌得主。